# Уру-Уру
Уру-Уру (ісп. Lago Uru Uru) — озеро біля міста Оруро, Болівія. Сформувалося на річці Десауґадеро в 1962 році після чергової зміни її русла. Зв'язано річкою з
озерами Тітікака і Поопо.
Довжина озера Уру-уру становить 21 км, ширина — 16 км. Озеро розташоване на висоті 3686 м над рівнем моря.
Озеро є великим туристичним центром для плавання і рибної ловлі, оскільки в ньому водиться велика кількість видів риб.
Місто Оруро, розташоване біля берегів озера є великим промисловим центром по видобутку корисних копалин.
На озері Уру-Уру, як і на озері Поопо, знаходяться великі колонії рожевих фламінго.
| Болівія | Це незавершена стаття з географії Болівії. Ви можете допомогти проєкту, виправивши або дописавши її. |

| Озеро | Це незавершена стаття про озеро . Ви можете допомогти проєкту, виправивши або дописавши її. |